# Jean-François Groff
Jean-François Groff (* 1968 in Paris) ist ein französischer Telekommunikationsingenieur und eine der Schlüsselfiguren in der frühen Entwicklung des World Wide Web am CERN. Er arbeitete eng mit Tim Berners-Lee zusammen und half bei der Definition des HTTP-Protokolls und der HTML-Sprache. Groff ist außerdem CTO und Gründer von Studio KOH und CEO von Mobino, einem Unternehmen für mobile Zahlungen mit Hauptsitz in Genf.

## Hintergrund
Groff wurde als kleiner Junge im Alter von etwa 7 oder 8 Jahren von seinem Vater, einem Computeringenieur bei Saint-Gobain, erstmals mit Computern bekannt gemacht. Der junge Groff begann, seine Programmierkenntnisse auf den PCs zu entwickeln, die ihm zu Hause zur Verfügung standen, darunter Amstrad- und später Atari-Computer. Er hat einen Abschluss in Telekommunikation von Télécom ParisTech.

## Veröffentlichungen
Groff war mit Tim Berners-Lee, Robert Cailliau und Bernd Pollermann Co-Autor eines Artikels mit dem Titel The World-Wide Web: The Information Universe, der erstmals 1992 und erneut 2010 in Computer Networks and ISDN Systems: The International Journal of Computer and Telecommunications Networking veröffentlicht wurde.